# Мориц фон Ортенбург
Мориц фон Ортенбург (на немски: Moritz von Ortenburg; † 6 юли 1551 в Мюнхен) е граф на имперското графство Ортенбург-Нойортенбург и съветник на баварския херцог Вилхелм IV.

## Биография
Той е третият син на управляващия имперски граф Улрих II фон Ортенбург-Нойортенбург († 1524) и първата му съпруга Вероника фон Айхберг († 1511), наследничка на дворец Зьолденау, дъщеря на фрайхер Ханс фон Айхберг-Лабервайнтинг-Зьолденау-Райхсдорф († 1511) и съпругата му Зигуна Крайгер фон Крайгк († 1484). Брат е на Александер (1501 – 1548) и Карл I фон Ортенбург (1502 – 1552).
Баща му се жени втори път 1518 г. за Барбара фон Щархемберг (1470 – 1519), вдовица на фрайхер Йохан/Ханс фон Айхберг]] († 1511). След смъртта на баща им през 1524 г. братята поделят неговите собствености. Управляващ имперски граф на Ортенбург става чичо им Христоф I (1480 – 1551).
Мориц фон Ортенбург е в дворцовата свита на баварския херцог Вилхелм IV и през 1550 г. става негов дворцов съветник и след смъртта му е в свитата на неговия син Албрехт V. Кардиналът и архиепископът на Залцбург Матеус Ланг фон Веленбург (1468 – 1540) има планове да ожени Мориц за негова роднина, дъщеря на рицар фон Тренбах. Мориц обаче няма интерес за такава женитба.
Мориц фон Ортенбург умира неженен и бездетен на 6 юли 1551 г. в Мюнхен и е погребан там във Францисканска църква.